# 地曳秀峰
地曳 秀峰（じびき ひでみね、1927年 - ）は日本の中国武術家。武号は武峰。
全日本柔拳連盟　名誉会長、中華武術日本誠明会　名誉会長、（財）日本太極拳協会　名誉会長、日本中華國術總會　名誉会長、中華國術國際聨盟總會東アジア分会 会長。
当初は空手を学んでいたが、奥山龍峰に出会い八光流柔術を、次いで細野恒次郎・吉田幸太郎から大東流合気柔術、佐藤金兵衛より柳生心眼流柔術を学ぶ。
1961年に実戦名人として有名な王樹金に出会い、太極拳・形意拳・八卦掌を学び、入室弟子となる。
また、香港の藝光太極社の姚光より楊式太極拳を学ぶ。
中華國術國際聨盟總會から、日本人で初めて九段を授与される。
1980年に全日本柔拳連盟を設立。後進の指導に当たっている。